# Veretillum cynomorium
Veretillum cynomorium is een Pennatulaceasoort uit de familie van de Veretillidae. De wetenschappelijke naam van de soort is voor het eerst geldig gepubliceerd in 1766 door Pallas.